# Långstjärtad skoläst
Långstjärtad skoläst (Coryphaenoides carapinus) är en djuphavsfisk i familjen skolästfiskar.  

## Utseende
Den långstjärtade skolästen är en långsträckt fisk med gråaktig, kilformig kropp, triangelformat huvud och lång stjärt som smalnar av till en spets. Arten kan bli upp till 45 cm lång.

## Vanor
Arten är en bottenfisk som lever på djup mellan 380 och 5 600 m. Födan består av ryggradslösa djur som havsborstmaskar, hoppkräftor, märlkräftor, gråsuggor och pungräkor.

## Utbredning
Den långstjärtade skolästen finns på båda sidor av Nordatlanten (från Kanada respektive Irland söderut), i sydöstra Atlanten samt i södra Indiska oceanen.